# بطولة العالم للدراجات على المضمار 1997
بطولة العالم للدراجات على المضمار 1997 هي الدورة ال94 من بطولة العالم للدراجات على المضمار، أجريت في برث، أستراليا.

## النتائج النهائية
| المسابقة                  | ذهبية                                                                        | فضية                                                                               | برونزية                                                                   |
| ------------------------- | ---------------------------------------------------------------------------- | ---------------------------------------------------------------------------------- | ------------------------------------------------------------------------- |
| الرجال                    |                                                                              |                                                                                    |                                                                           |
| السرعة الفردية            | فلوريان روسو (FRA)                                                           | ينس فيدلر (GER)                                                                    | دارين هيل (AUS)                                                           |
| سباق الكيلو متر ضد الساعة | شين كيلي (AUS)                                                               | سورين لسبريغ (GER)                                                                 | Stefan Nimke (GER)                                                        |
| سباق المطاردة الفردية     | Philippe Ermenault (فرنسا)                                                   | أليكسي ماركوف (روسيا)                                                              | Andrea Collinelli (إيطاليا)                                               |
| سباق المطاردة الفرقية     | Cristiano Citton · ماريو بينيتون · أدلر كابيلي · Andrea Collinelli · إيطاليا | ألكسندر سيمونينكو · أولكسندر فيدينكو · Olexandr Klimenko · سيرغي ماتفيف · أوكرانيا | Franck Perque · جيروم نوفيل · Philippe Ermenault · كارلوس دا كروز · فرنسا |
| السرعة الفردية للفرق      | Vincent Le Quellec · فلوريان روسو · أرنو تورنانت · فرنسا                     | سورين لسبريغ · Eyk Pokorny · يان فان إيجدين · ألمانيا                              | يوم داني · Sean Eadie · شين كيلي · أستراليا                               |
| السباق الأمريكي (ماديسون) | جوان يانيراس · ميكيل ألزامورا · إسبانيا                                      | سيلفيو مارتينيلو · ماركو فيلا · إيطاليا                                            | Gabriel Ovidio Curuchet · Juan Esteban Curuchet · الأرجنتين               |
| الكيرين                   | فريديريك ماغني (FRA)                                                         | جان بيير فان زيل (RSA)                                                             | مارتي نوثستين (USA)                                                       |
| سباق النقاط               | سيلفيو مارتينيلو (ITA)                                                       | برونو ريسي (SUI)                                                                   | جوان يانيراس (ESP)                                                        |
| السيدات                   |                                                                              |                                                                                    |                                                                           |
| السرعة الفردية            | فيليسيا بالينغر (FRA)                                                        | ميشيل فيريس (AUS)                                                                  | أوكسانا جريشينا (RUS)                                                     |
| سباق 500 متر ضد الساعة    | فيليسيا بالينغر (3) (FRA)                                                    | ميشيل فيريس (AUS)                                                                  | مجلي فور (FRA)                                                            |
| سباق المطاردة الفردية     | جوديث أرندت (GER)                                                            | ناتاليا كريموفا (RUS)                                                              | ايفون مكجريجور (GBR)                                                      |
| سباق النقاط               | ناتاليا كريموفا (RUS)                                                        | ماريا تيودورا أدوراثيون روانو (ESP)                                                | بيليم غيريرو (MEX)                                                        |